# Karamchand Gandhi
Karamchand Uttamchand Gandhi (1822-1885) también conocido como Kaba Gandhi fue una figura política en Porbandar. Ejerció como Primer ministro del estado de Porbandar, Dewan de Rajkot y de Bikaner. Fue el padre de Mahatma Gandhi (Padre de la Nación) y Laxmidas Karamchand Gandhi.
Su padre Uttamchand Gandhi, perteneciente a una familia humilde de comerciantes, se convirtió en el Dewan de Porbandar. Fue sucedido por su hijo, Karamchand Gandhi. Karamchand tuvo una muy escasa educación formal, pero su conocimiento y experiencia le hicieron un buen administrador. Se dice que era una persona amable y generosa, pero también poseía un mal carácter.
Como su padre, Uttamchand Gandhi, Karamchand pasó a ser oficial de la corte, o primer ministro, del príncipe local al mando de Porbandar. Entre sus deberes era asesorar la familia real de Porbandar y contratando otros funcioarios del gobierno.
Aprendió desde la experiencia mirando el trabajo de su padre y asistiendo a ceremonias religiosas. Había algunas áreas, sin embargo, en el que nunca obtuvo mucho conocimiento, incluyendo geografía e historia. No obstante, Karamchand destacó como primer ministro en Porbandar.
A pesar del éxito en su trabajo, no encontró maneras de acumular riqueza. Los Gandhi tuvieron abundancia en comida, un número respetable de criados, y unos cuantos muebles buenos, pero nunca llegaron a ser ricos. El dinero que Karamchand ganaba cubría los gastos del hogar.